# GOES 15

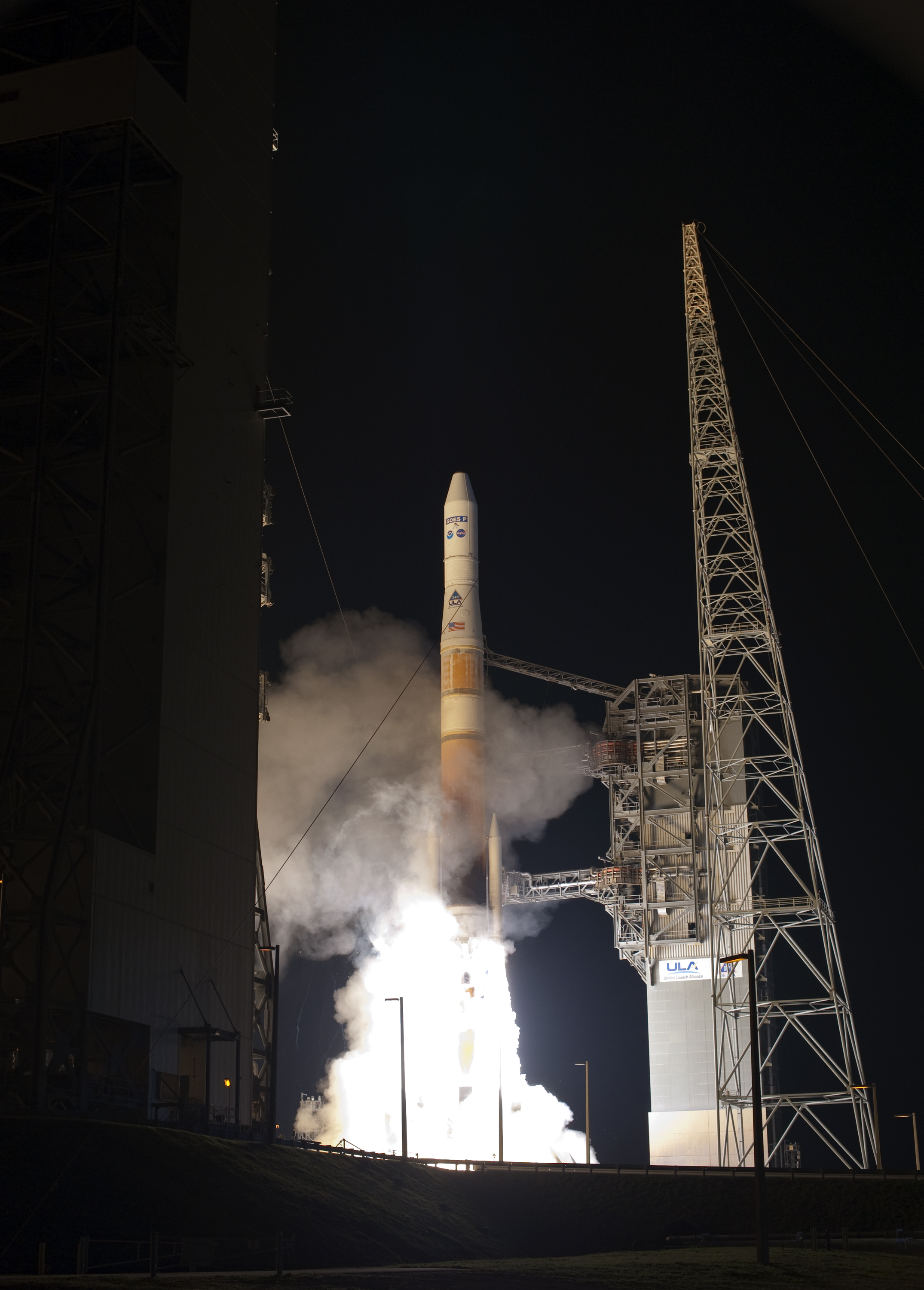
El GOES 15 lanzado desde la Estación Cabo Canaveral de Fuerza del Aire SLC-37B, 4 de marzo de 2010.

GOES 15, anteriormente GOES-P, es un satélite meteorológico estadounidense, el cual forma parte del Geostationary Satélite Ambiental Operacional (GOES) el sistema operado por la Administración Oceánica y Atmosférica Nacional de EE. UU. La aeronave fue construida por Boeing, y es el último de tres satélites GOES en base al bus BSS-601. Los otros satélites GOES BSS-601: GOES 13 y GOES 14 se lanzaron en mayo de 2006 y en junio de 2009 respectivamente. En total, es el decimosexto satélite GOES en ser lanzado.
El 15 se lanzó al tope de un Delta IV-M+(4,2) desde el Complejo Lanzador Espacial 37B en el Cabo Canaveral Estación de Fuerza del Aire. El lanzamiento ocurrió a las 23:57 GMT el 4 de marzo de 2010, cuarenta minutos dentro de una ventana lanzadora de 60 min. Logró la órbita geostacionaria el 16 de marzo, y fue reasignado GOES 15. El 6 de diciembre de 2011, se activó como el satélite GOES oeste, reemplazando al GOES 11.
Al lanzarse, su masa era de 3.238 kg  (7,139 lb) Tiene una vida de diseño de diez años. La potencia la suministra un panel solar de arseniuro de galio, proporcionando hasta 2,3 kW y una batería de hidrógeno con 24 células de níquel proporciona poder cuándo al satélite no le da el sol. Los instrumentos a bordo del GOES15 incluye una cámara de cinco canales multispectrales para capturar luz visible e imágenes infrarrojas de EE. UU. continentales, un sounder para tomar lecturas de temperatura atmosférica y humedad, cámara de rayos X solares para detectar fulguraciones solares, e instrumentos para monitorear la magnetosfera, radiación de fondo cósmica y partículas cargadas.